# Alex Bapela
Alex Bapela (né le 4 octobre 1969 en Afrique du Sud) est un joueur de football international sud-africain, qui évoluait au poste de milieu de terrain.

## Biographie
Bapela joue durant sa carrière avec les clubs des Real Rovers ainsi que du Mamelodi Sundowns.
Il dispute également 6 rencontres avec l'équipe d'Afrique du Sud entre 1999 et 2000.

## Palmarès
Afrique du Sud
- Coupe d'Afrique des nations :
  - Finaliste : 1998.